# Museo archeologico regionale di Enna
Il Museo archeologico regionale di Enna è stato istituito nell'ultimo ventennio ad Enna dalla Regione Siciliana per esporre i reperti portati alla luce negli scavi che la Sovrintendenza ai beni culturali e ambientali di Enna ha condotto principalmente nel 1979 in numerosi siti archeologici della provincia di Enna.

## Il museo
Il Museo ha sede nell'antico e pregevole palazzo Varisano (per cui è anche detto "Museo Varisano") che prospetta, con la sua facciata barocca, dinanzi al duomo di Enna, in pieno centro storico.
Il percorso si sviluppa nella presentazione di diversi insediamenti umani sulle colline dell’ennese. La sala dedicata a Calascibetta presenta insediamenti dell’Età del Bronzo e dell’Età del Ferro; dei centri urbani, situati in posizioni elevate e naturalmente fortificati, conosciamo solo le necropoli: i dati relativi all’ ultima dimora permettono di ricostruire la storia dei vivi. Da Enna, un’iscrizione funeraria di una sacerdotessa di Cerere fa vedere l’importanza del culto nella città di età imperiale. Una serie di terrecotte di Demetra e Kore da collezioni private certificano il ruolo di questo culto in età classica e durante l’ellenismo. Materiali di epoca medievale dall’area del castello e da altri siti descrivono la storia della città in questo periodo.
L’allestimento relativo a diversi siti del territorio presenta l’archeologia dell’Ennese riferendo particolarmente all’età greca, quando diversi insediamenti umani si vanno trasformando dal punto di vista sociale, culturale, economico, sotto l’influsso esercitato dalle città greche dell’area costiera. Nella zona del lago di Pergusa l’insediamento siculo ellenizzato di Cozzo Matrice, con aree sacre di VI-V secolo a.C., permette di vedere aspetti culturali dell’epoca. I corredi funerari di Rossomanno, dal VII secolo a.C. in poi, mostrano una serie di oggetti di rilievo, come i monili metallici di tradizione locale, ma anche oggetti pregevoli come ceramiche greche e scarabei di fattura orientale, provvedendo un quadro della cultura materiale, ma anche dei riti, delle credenze, delle aristograzie di questa società che si va trasformando a contatto con apporti di stirpe ed etnie diverse. Corredi funerari da Agira, Assoro, Cerami, Pietraperzia permettono di capire la cultura materiale di questi insediamenti in età greca.

## Galleria d'immagini

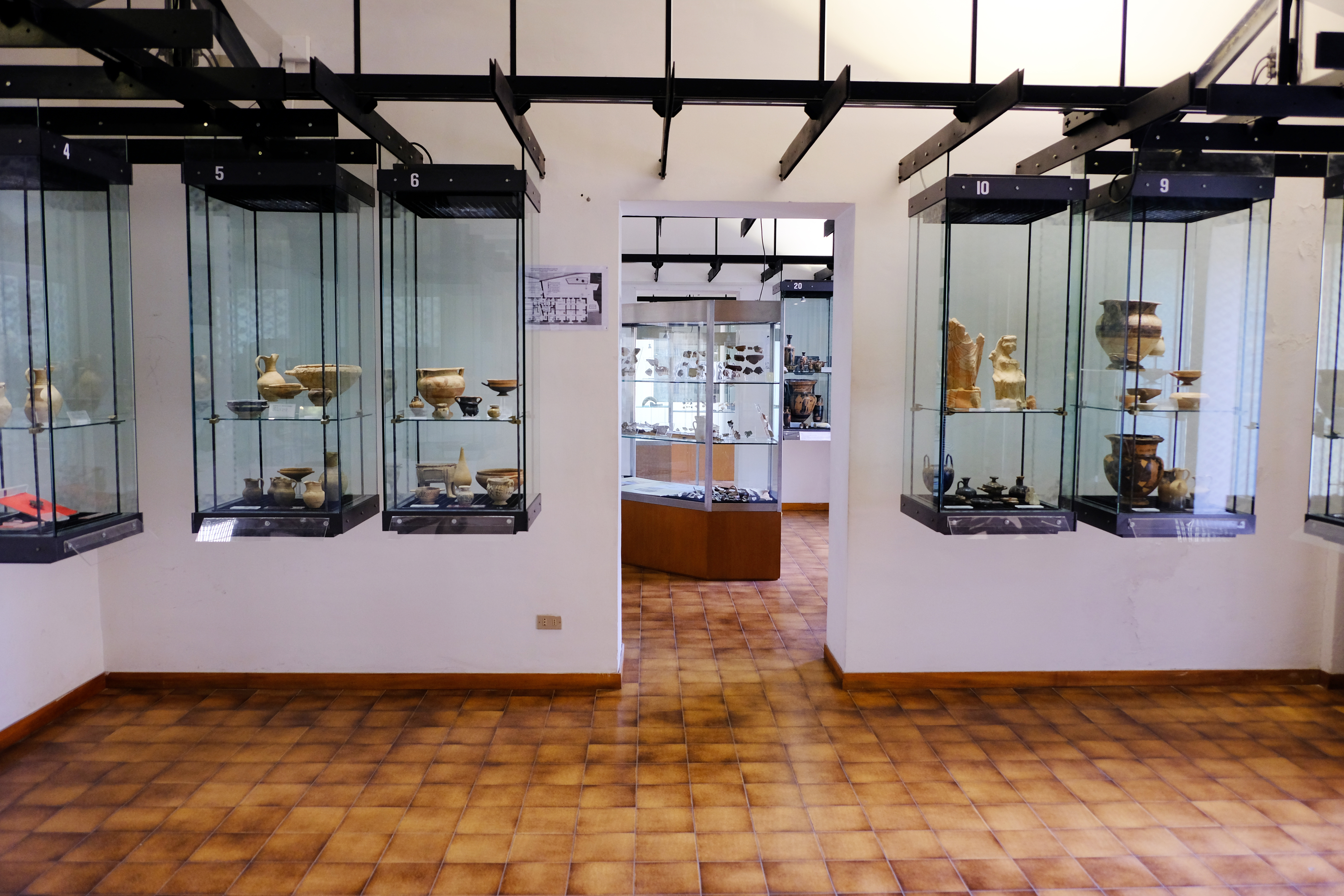
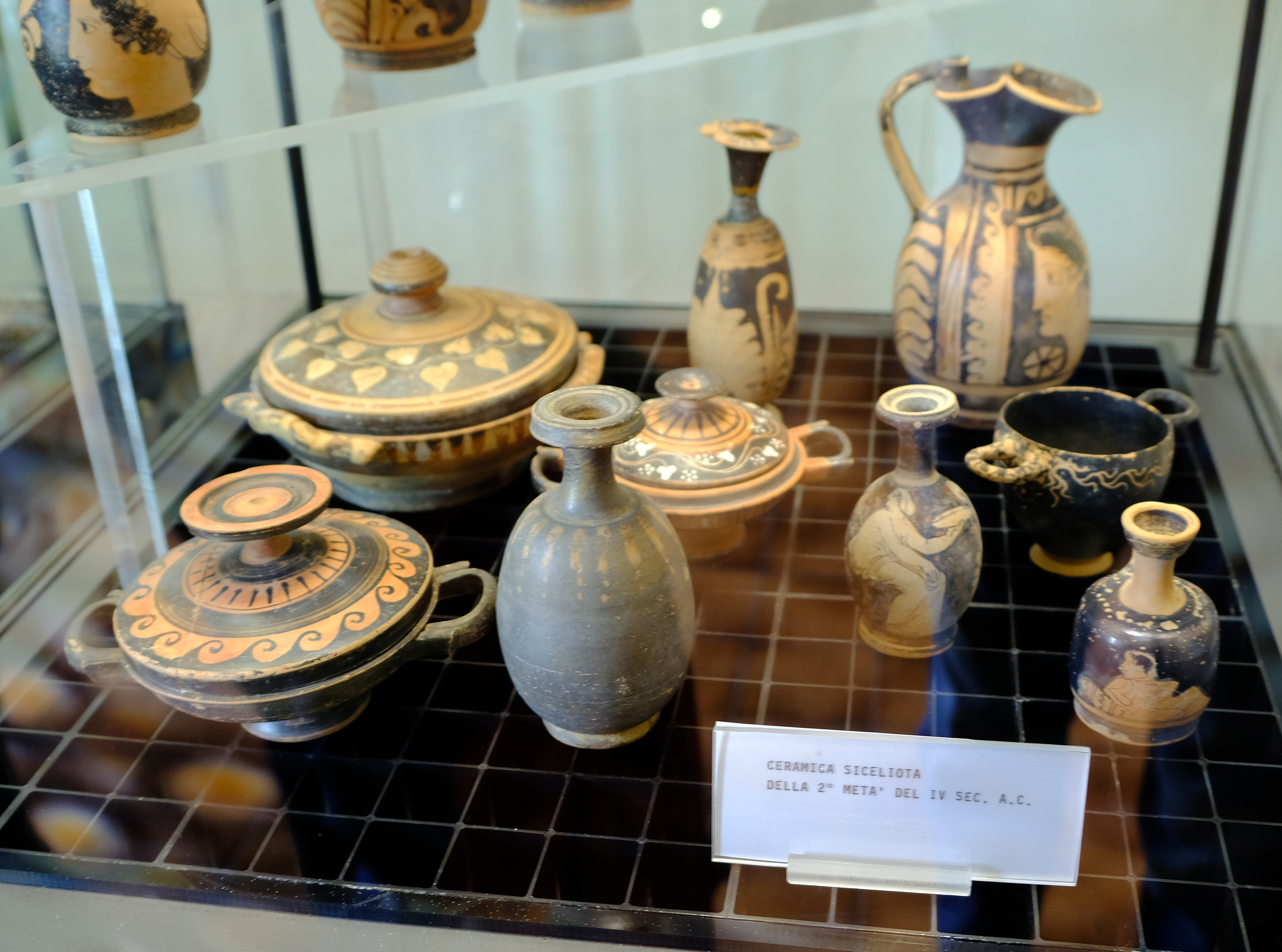
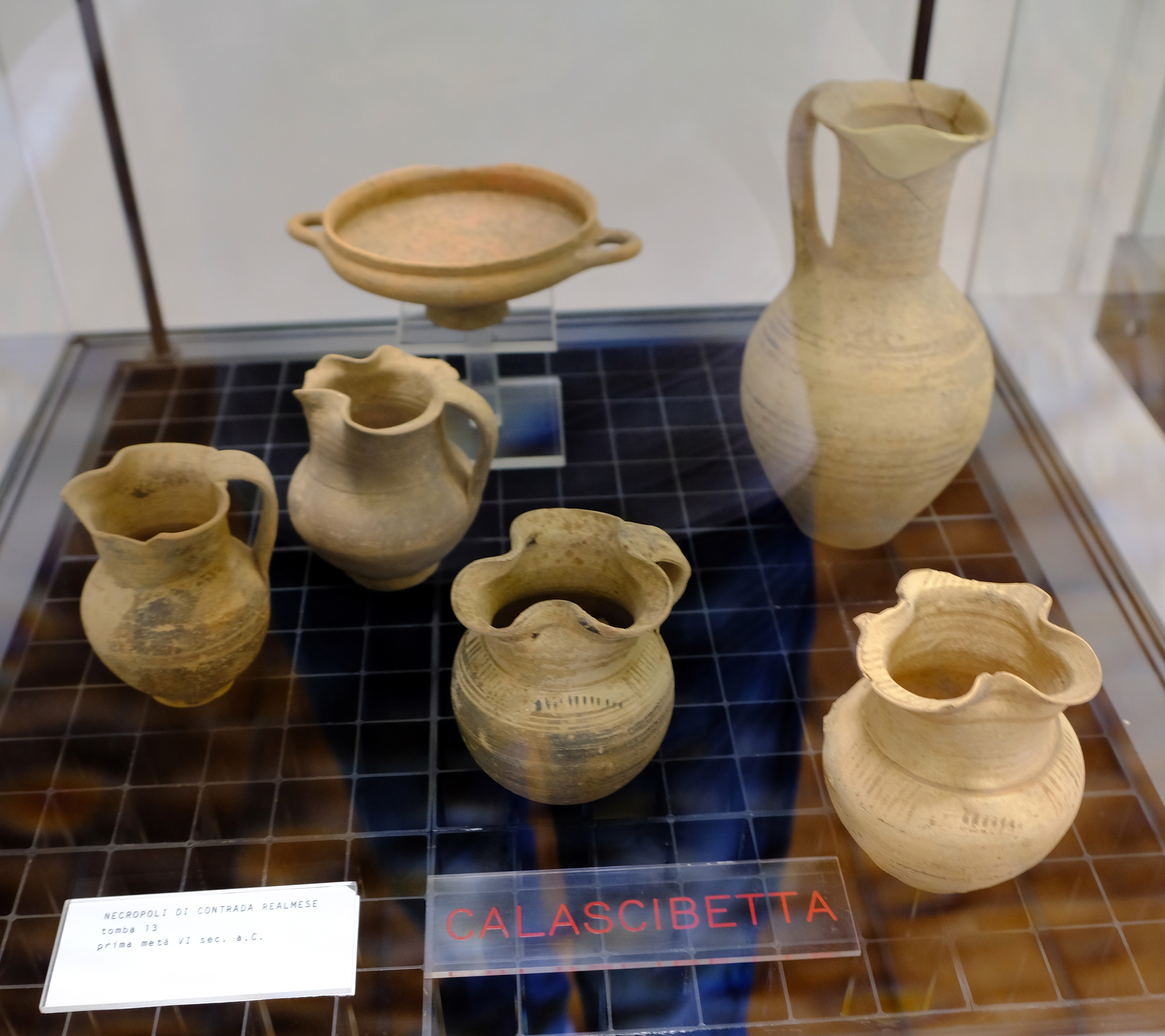